# Lakona
Lakona je bio havajski poglavica, 5. kralj havajskog otoka Oʻahua na drevnim Havajima. Spomenut je u drevnim pojanjima. Moguće je da je rođen oko 1340.
On se često miješa s princem Laʻakonom, svojim rođakom; obojica su bili potomci čarobnjaka Mawekea s Tahitija.
Lakonin je otac bio kralj Oʻahua Nawele, a majka kraljica Oʻahua Kalanimoeikawaikai. Oženio je ženu zvanu Alaikauakoko (Kanakoko), koja je rodila Kapaealakonu, njegova nasljednika. (Moguće je da je Alaikauakoko bila konkubina kralja Kanipahua. Njen je otac bio čovjek zvan Pokai.)
Lakona je vladao otokom zajedno sa svojom rođakinjom Maelo.